# Tòa Thánh

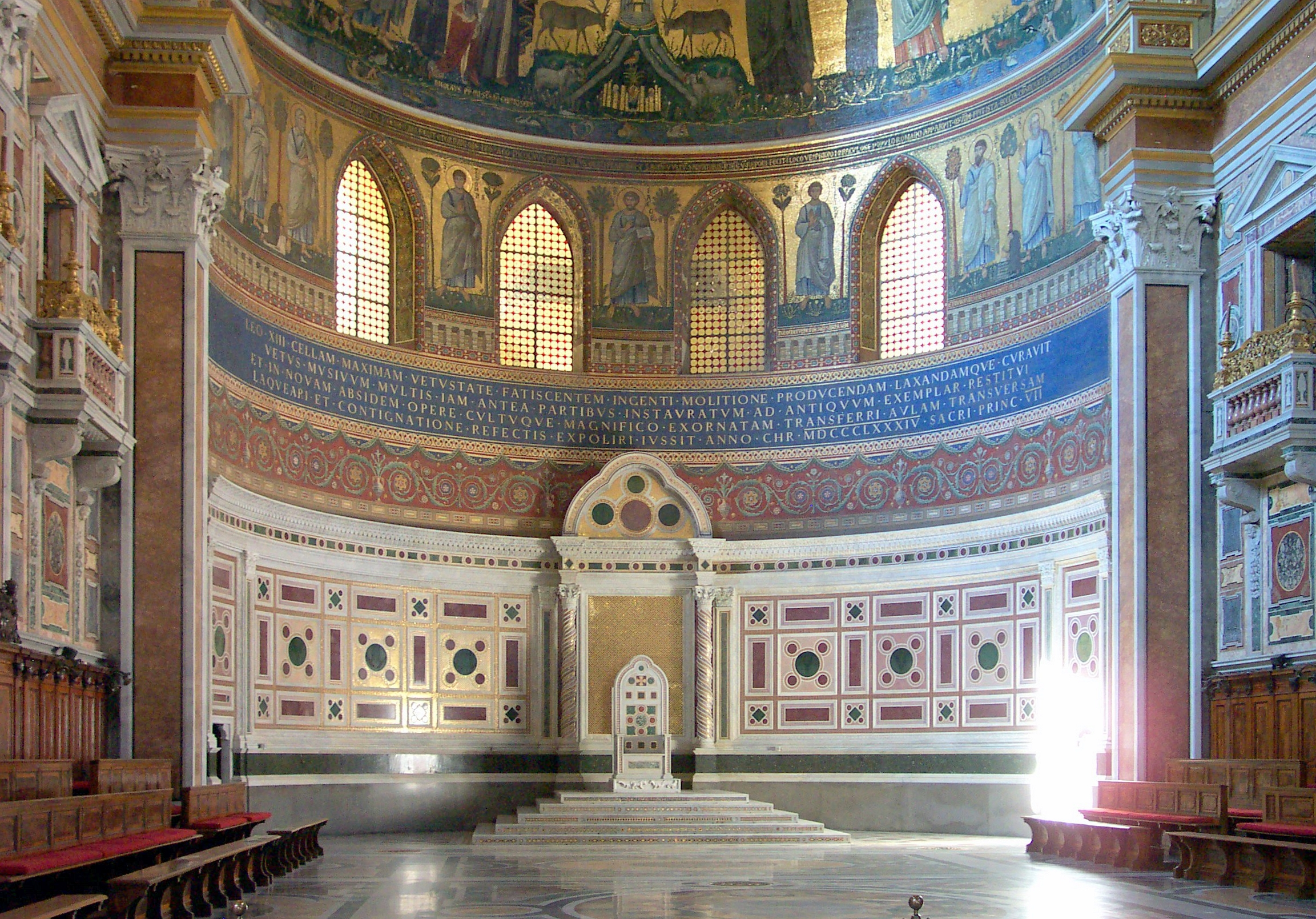
Ngai Giáo hoàng tại Vương cung thánh đường Thánh Gioan Latêranô biểu trưng cho Tòa thánh.

Tòa Thánh (tiếng Latinh: Sancta Sedes, nghĩa gốc là "ngai thánh", tiếng Anh: Holy See), còn gọi là Tòa Rôma, Tòa Phêrô, hoặc Tông Tòa, là thẩm quyền tài phán của giáo hoàng với vai trò là giám mục của Roma. Thẩm quyền này bao gồm tông tòa giám mục của Giáo phận Rôma, có thẩm quyền giáo hội trên Giáo hội Công giáo hoàn vũ, và chủ quyền trên thành quốc gọi là Thành Vatican.
Theo truyền thống Công giáo, Tòa Thánh được hai Thánh Phêrô và Phaolô Tông đồ thiết lập vào thế kỷ thứ nhất, và với giáo lý về quyền trưởng thượng của ngai tòa Phêrô tại Rôma, là điểm hội tụ cho sự hiệp thông đầy đủ của các tín hữu Công giáo khắp thế giới. Là một thực thể pháp lý có chủ quyền theo luật quốc tế, Tòa Thánh được đặt trụ sở tại, hoạt động từ, và thi hành "quyền thế hoàn toàn" trên một lãnh thổ độc lập ở trong Thành phố Roma là Thành Quốc Vatican, nơi mà giáo hoàng là nguyên thủ quốc gia.
Tòa Thánh được điều hành bởi Giáo triều Rôma, cơ quan quản lý trung ương của Giáo hội Công giáo. Giáo triều bao gồm các bộ, đứng đầu bởi các tổng trưởng, với Hồng y Quốc vụ khanh là người quản lý trưởng. Giáo hoàng được bầu bởi Mật nghị Hồng y gồm đa số thành viên của Hồng y Đoàn.
Mặc dù Tòa Thánh đôi khi được gọi cách hoán dụ là "Vatican" nhưng Thành Quốc Vatican thực ra được thiết lập riêng biệt theo Hiệp ước Latêranô năm 1929 giữa Tòa Thánh và Italia, để đảm bảo sự độc lập thế tục, ngoại giao, và tinh thần của chế độ giáo hoàng. Theo đó, các sứ thần, là những nhà ngoại giao của giáo hoàng tại các quốc gia và tổ chức quốc tế, được công nhận là đại diện cho Tòa Thánh, chứ không đại diện cho Thành Quốc Vatican, như được quy định trong giáo luật. Do vậy Tòa Thánh được xem là thực thể quản lý trung ương của Giáo hội Công giáo. Giáo hội Công giáo, theo đó, là tổ chức cung cấp giáo dục và y tế phi chính phủ lớn nhất trên thế giới.
Tòa Thánh duy trì mối quan hệ ngoại giao song phương với 183 quốc gia có chủ quyền, ký kết các hiệp ước và hiệp định, và thực hiện ngoại giao đa phương với nhiều tổ chức quốc tế, bao gồm Liên Hợp Quốc và các cơ quan trực thuộc, Hội đồng châu Âu, Cộng đồng châu Âu, Tổ chức An ninh và Hợp tác châu Âu, và Tổ chức các quốc gia châu Mỹ.
Tòa Thánh không chấm dứt theo một triều đại giáo hoàng. Trong thời gian trống tông tòa bởi việc giáo hoàng qua đời, tất cả các vị tổng trưởng các bộ trong Giáo triều Rôma đồng thời chấm dứt nhiệm vụ cho đến khi bầu được giáo hoàng kế vị. Trong thời gian này, Hồng y Đoàn sẽ tạm cai quản Tòa Thánh và Giáo hội Hoàn vũ. Vị Hồng y Nhiếp chính tạm thời điều hành các tài sản và vấn đề tài chính. Giáo luật cũng ngăn cấm Hồng y Đoàn và Hồng y Nhiếp chính tự ban hành những luật lệ mới trong thời gian này. Cũng trong thời gian trống tông tòa, vị Hồng y Chánh án Tòa Ân giải Tối cao vẫn tiếp tục công việc, không buộc dừng hoạt động.